# Cartimandua
Cartimandua fou reina dels brigants de Britànnia vers la meitat del segle i, entre els anys 43 i 69, durant la conquesta romana de Britànnia. Aliada dels romans, va gaudir de luxes i riquesa i va repudiar el seu marit Venuci (Venutius), i es va aparellar amb Vel·locatus (Vellocatus), escuder del marit. Aviat va esclatar la guerra civil entre els seguidors de Venuci i els de la reina. Venuci va guanyar la guerra i va acorralar Cartimandua, que va demanar ajut als romans, que la van auxiliar amb algunes tropes i la van treure del perill, però Venuci va romandre com a rei dels brigants (any 69). Les referències que ens arriben d'ella provenen exclusivament de les obres de l'historiador romà Tàcit.

## Història
Cartimandua fou reina dels brigants, una tribu cèltica del nord d'Anglaterra. Cartimandua va ascendir al tron poc abans o durant la conquesta dels romans, dirigida per l'emperador Claudi, i probablement fou un dels onze reis britons a qui es fa referència en l'arc de triomf de Claudi per rendir-se sense lluitar. Una segona possibilitat és que Cartimandua fos escollida reina després que una facció rebel dels brigants fou derrotada pel governador romà Publi Ostori Escàpula, el 48. Segons Tàcit, els seus orígens eren nobles, així que probablement va heretar el tron més que no pas guanyar-lo per força o per matrimoni. Fos com fos, ella i el seu marit Venuci foren aliats lleials dels romans i comptaren amb el suport de les legions romanes.
El 51, el líder de la resistència dels britànics, Caratac, va buscar refugi entre els brigants després de ser derrotat en la batalla de Caer Caradoc, però Cartimandua el va empresonar i lliurar al governador Ostori Escàpula, i hi fou recompensada.

### Guerra civil
Més tard, es va divorciar de Venuci per casar-se amb l'escuder d'aquest, Vel·locatus. Ofès, Venuci no es va quedar de braços plegats i va començar a conspirar contra Cartimandua i, conseqüentment, contra els romans. El 57, va envair el Regne dels brigants per deposar la seva exmuller, però els romans s'avançaren als seus moviments i enviaren una cohort per defensar la seva aliada. La lluita tingué un resultat incert fins que Cesi Nasica va arribar al davant de la legió IX Hispana i va derrotar els rebels.
Venuci, però, va fugir i deu anys més tard, aprofitant la inestabilitat política que sacsejava l'imperi durant l'any dels quatre emperadors, va tornar a rebel·lar-se. Cartimandua va demanar ajut als romans, però aquest cop aquests només van poder enviar una tropa d'auxiliars que van poder rescatar la reina, però no van evitar que Venuci assolís el poder.